# I Didn't Know My Own Strength
I Didn't Know My Own Strength è un singolo della cantante statunitense Whitney Houston, pubblicato nel 2009 come estratto dall'album I Look to You.

## Descrizione
Clive Davis annuncia che Whitney è pronta a ritornare sulle scene e che  entrerà in studio con David Foster per registrare la canzone I Didn't Know My Own Strenght scritta da Whitney Houston e Diane Warren.

## Tracce

### U.S.A. Version
1. I Didn't Know My Own Strength

### Remix version
1. I Didn't Know My Own Strength (Peter Rauhofer Radio Edit)
2. I Didn't Know My Own Strength (Peter Rauhofer Mixshow)
3. I Didn't Know My Own Strength (Daddy's Groove Magic Island Radio mix)
4. I Didn't Know My Own Strength (Daddy's Groove Magic Island Mixshow)
5. I Didn't Know My Own Strength (Daddy's Groove Magic Island Club mix)

## Classifiche
| Classifica      | Posizione |
| --------------- | --------- |
| Brasile 44      | 37        |
| Brasile (Dance) | 1         |
| USA             | 107       |
| Irlanda         | 38        |
| Giappone        | 16        |
| US Dance Club   | 17        |